# Habanot Nechama
Habanot Nechama (en hebreo: הבנות נחמה, Las chicas del consuelo) es un grupo popular israelí formado en 2004. El grupo está formado por tres vocalistas femeninos: Karolina Avratz, Dana Adini, y Yael Deckelbaum. De acuerdo a ellas, el nombre del grupo proviene por la expresión calma y placentera de su música.

## Discografía
| Álbum           | Lanzamiento    | Lista de canciones |
| --------------- | -------------- | --- |
| Habanot Nechama | Agosto de 2007 | 1. Lovers 2. בואי 3. לחיות So Far 4. Ever 5. יה 6. Flowers 7. זה מה שיש 8. No War 9. מאה אחוז אור 10. Lies 11. הכל כשורה 12. I Love You 13. אין זה משנה |